# Pollimyrus tumifrons
Pollimyrus tumifrons är en fiskart som först beskrevs av George Albert Boulenger 1902.  Pollimyrus tumifrons ingår i släktet Pollimyrus och familjen Mormyridae. IUCN kategoriserar arten globalt som livskraftig. Inga underarter finns listade i Catalogue of Life.